# Lourdeskapelle (Kützbrunn)

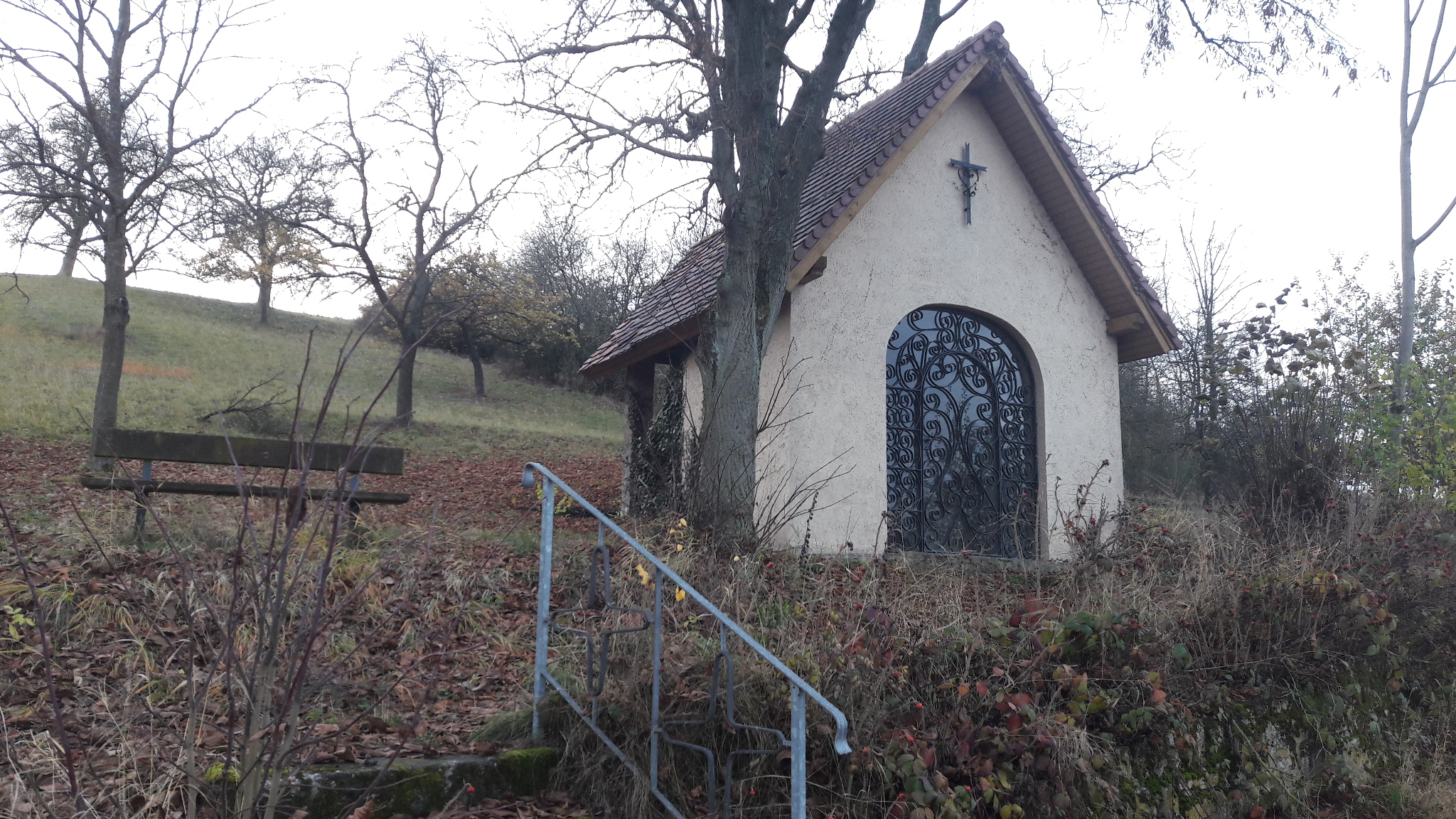
Die Lourdesgrottenkapelle in Kützbrunn (2016)

Die römisch-katholische Lourdeskapelle (auch Lourdesgrottenkapelle) in Kützbrunn, einem Stadtteil von Grünsfeld im Main-Tauber-Kreis, wurde Anfang des 20. Jahrhunderts erbaut.

## Geschichte
Die Kützbrunner Lourdesgrottenkapelle wurde wohl am Anfang des 20. Jahrhunderts errichtet. Ein genaues Datum ist nicht bekannt. Die Lourdeskapelle gehört zur Seelsorgeeinheit Grünsfeld-Wittighausen, die dem Dekanat Tauberbischofsheim des Erzbistums Freiburg zugeordnet ist.